# Adanaspor Anonim Şirketi
O Adanaspor Anonim Şirketi, mais conhecido como Adanaspor, é um clube de futebol profissional da cidade de Adana, na Turquia, fundado em 23 de janeiro de 1954. Disputa atualmente a Segunda Divisão Turca.
As suas cores são o laranja e o branco. Desde 2021, o clube manda seus jogos no recém-construído Novo Estádio de Adana, que tem capacidade para recebr até 33 543 espectadores.

## História
O clube foi fundado em 1954 por comerciantes e artesãos da classe média de Adana para atuar como principal rival do Adana Demirspor, fundado em 1940 e que era majoritariamente apoiado pela classe trabalhadora e pelos proprietários de terras da cidade. Tendo ambos os clubes se enfrentado pela primeira vez em 1956, logo a rivalidade seria internacionalmente conhecida como o Derby de Adana, com os clubes polarizando a preferência dos torcedores locais desde então. Ambos também compartilham o mando de campo do Adana 5 Ocak Stadı desde sua fundação em 1938.
O clube também tinha rivalidade regional com o Mersin İdman Yurdu Spor Kulübü até à extinção deste.
As cores adotadas pelo clube são o laranja e o branco, em referência às duas principais atividades econômicas da cidade: a citricultura (com destaque para a produção de laranjas) e o cultivo de algodão, tendo sua produção algodoeira bastante destaque no país. Tais representações são consideradas por seus torcedores como verdadeiros símbolos locais.
Sua maior glória no futebol foi ter sido vice-campeão do Campeonato Turco na temporada 1980–81.

## Títulos
- Segunda Divisão Turca (3): 1970–71, 1987–88 e 2015–16
- Terceira Divisão Turca (1): 2007–08
- Quarta Divisão Turca (1): 2006–07

### Campanhas de destaque
- Vice–campeão do Campeonato Turco (1): 1980–81
- 3º colocado do  Campeonato Turco (1): 1975–76